# Optioservus fastiditus
Optioservus fastiditus là một loài bọ cánh cứng trong họ Elmidae. Loài này được LeConte miêu tả khoa học năm 1850.